# بيلفيديري (كاليفورنيا)
بيلفيديري (بالإنجليزية: Belvedere)‏ هي إحدى مدن مقاطعة مارين، كاليفورنيا. تم إعطاءها لقب مدينة في 24 ديسمبر، 1896.

## أعلام
- فيفيان فانس
- فريدريك إيرل إمونز
- بادي هيكس
- بيج بيترسون